# پلدیس انترتینمنت
پلِدیس انترتینمنت (انگلیسی: Pledis Entertainment) یک شرکت ناشر پخش سرگرمی کره جنوبی است که توسط هان سونگ سو در سال ۲۰۰۷ تاسیس شد.